# Emily McInerny
Emily Katherine McInerny (nacida el 30 de abril de 1978 en Bendigo) es una exjugadora de baloncesto australiana. Consiguió la medalla de oro con Australia en el mundial de Brasil 2006.